# Ojos del amanecer
«Ojos Del Amanecer» es el tercer sencillo de Vol II, El Efecto, segundo disco de la banda chilena de rock Libra.
En cuanto a popularidad, es el sencillo más exitoso de la banda y uno de los más conocidos por los fanáticos. 

Estuvieron varias semanas en Los 10 + Pedidos de la señal Latina de MTV, y gracias a eso consiguieron una gran masificación en países latinoamericanos.

## Video
Dirección: Juan Francisco Olea y Jaime Fernández 

Dirección de Fotografía: Leonardo Díaz
En el video se ven a un chico y una chica que están viendo televisión, cada uno en su habitación. De pronto, se ven el uno al otro a través del televisor y empiezan a escribirse mensajes en papeles. Alternando escenas de Libra tocando y ellos mirándose, finalmente deciden juntarse en persona, pero no dicen donde. 

El chico mira un cuadro que tiene en su habitación en el que aparece un puente, él se dirige hacia allá, la chica aparece en el otro extremo del puente, se ven, corren y terminan besándose.

## Datos
Ojos Del Amanecer terminó en la ubicación 15 en el ranking anual de Los 100 + Pedidos del 2008 de MTV Latino